# Ulrike Petermann
Ulrike Petermann (* 1954) ist Psychologin und Hochschullehrerin für Klinische Psychologie an der Universität Bremen mit dem Schwerpunkt Klinische Kinderpsychologie.

## Leben und Wirken
Petermann studierte von 1974 bis 1980 Psychologie und Pädagogik an der Universität Mannheim und der Universität Bonn. 1982 promovierte sie zum Dr. phil. und 1986 habilitierte  sie. Von 1987 bis 1991 war sie Professorin für Psychologie in München und von 1991 bis 1994 in Bremen. Ab 1995 war sie Inhaberin des Lehrstuhls für Verhaltensgestörtenpädagogik an der Universität Dortmund. Seit dem Wintersemester 2006 hat sie eine Stiftungsprofessur für Klinische Kinderpsychologie im Studiengang Psychologie inne.
Petermann ist Herausgeberin und Schriftleiterin der Zeitschrift Kindheit und Entwicklung. Seit 2007 ist sie stellvertretende Direktorin des Zentrums für Klinische Psychologie und Rehabilitation. Zusammen mit ihrem Ehemann Franz Petermann entwickelte sie verschiedene Testverfahren, ab 2008 baute sie mit ihm eine Ambulanz für Kinder und Jugendliche auf, um schwerpunktmäßig auf dem Gebiet der Angststörungen und depressiven Störungen zu forschen und zu arbeiten.

## Schriften
- U. Petermann und F. Petermann: Diagnostik sonderpädagogischen Förderbedarfs. Hogrefe, Göttingen 2006.
- U. Petermann und F. Petermann: Training mit sozial unsicheren Kindern (10., vollst. überarb. Aufl.). Beltz, Weinheim 2010.
- U. Petermann und F. Petermann:. Behavior therapy with aggressive children and adolescents. Peter Lang, Frankfurt, New York 2006.
- U. Petermann und F. Petermann: Training mit aggressiven Kindern (12., vollst. überarb. Aufl.). Beltz, Weinheim 2008.
- U. Petermann und F. Petermann:  Training mit Jugendlichen: Aufbau von Arbeits- und Sozialverhalten, (9. überarb. Aufl.). Hogrefe, Göttingen 2010.
- U. Petermann und F. Petermann: Wechsler Intelligence Scale for Children, (WISC-IV, dt. Version). Pearson, Frankfurt 2011.
- S. Winkel, U. Petermann und F. Petermann: Lernpsychologie. Schöningh, Paderborn 2006.